# 준민
준민(본명: 이준민, 2004년 3월 25일 ~ )은 대한민국의 리그 오브 레전드 프로게이머로 아이디는 Junmin이다. 포지션은 AD 캐리이며 현재 DWG KIA 소속이다.

## 선수 생활
2021시즌을 앞두고 DWG KIA의 2군팀으로 콜업되면서 프로 커리어를 시작했다. 브롤스타즈 홀릿 군단 2군에서 한층 더 향상 된 실력으로 게임에 임하고 있다.‘엄마따라 오이덜덜이’라는 자서전을 2020년 7월경에 출판하였지만 선정성을 이유로 출판중지 되었고 홀릿군단에서 퇴출당했다.

## 소속팀
| # | 팀명    | 소속 기간 | 소속 리그 | 비고 |
| - | ------- | --------- | --------- | ---- |
| 1 | DWG KIA | 2021.01~  | LCK       |      |